# Elecciones estatales de Baja Sajonia de 1959
La elección estatal de Baja Sajonia de 1959 tuvo lugar el 19 de abril de 1959, con el propósito de elegir a los miembros de la cuarta legislatura del Landtag de Baja Sajonia. Tuvo una participación del 78,03%. El SPD recibió cuatro Überhangmandate (escaños excedentarios), mientras que la CDU recibió tres Ausgleichsmandate (escaños compensatorios) y el DP uno. Como resultado, el número de escaños aumentó de 149 a 157.

## Resultados
| Partido | Partido        | Votos   | %     | Mand. directos | Escaños |
| ------- | -------------- | ------- | ----- | -------------- | ------- |
|         | SPD            | 1356485 | 39,46 | 65             | 65      |
|         | CDU            | 1058687 | 30,80 | 20             | 51      |
|         | DP             | 424524  | 12,35 | 9              | 20      |
|         | GB/BHE         | 285942  | 8,32  |                | 13      |
|         | FDP            | 179522  | 5,22  | 1              | 8       |
|         | DRP            | 122062  | 3,55  |                |         |
|         | BdD            | 4947    | 0,14  |                |         |
|         | DG             | 2775    | 0,08  |                |         |
|         | Zentrum        | 955     | 0,03  |                |         |
|         | DVP            | 183     | 0,00  |                |         |
|         | Independientes | 1314    | 0,04  |                |         |
| Total   | Total          | 3437396 |       | 95             | 157     |